# Пожежа автобуса в Мінську (1980)
Пожежа в міському автобусі 62-го маршруту сталася 3 березня 1980 року в Мінську на перехресті вулиць Сталетава і Філімонова. За офіційними даними, загинули 23 людини, 9 вдалося врятуватися.

## Розвиток подій
Під час руху по Запорізькій площі (перехрестя вулиць Сталєтова і Філімонова) приблизно об 11 годині маршрутний автобус №62 «Ікарус» був змушений зупинитися через ДТП: перед ним перекинулася цистерна-бензовоз. Люк цистерни був зачинений лише з одного боку, тому бензин вилився на асфальт. Помітивши перекинутий бензовоз, водії почали розвертатися, а водій автобуса відкрив передні двері для виходу пасажирів.
Одначе люди не поспішали відходити від автобуса, сподіваючись, що рух скоро відновиться. Тим часом на площі з'явився «Москвич» швидкої допомоги. Намагаючись об'їхати людей, він помітив, що потрапив у калюжу бензину та різко загальмував. Машина заглохла.
Ймовірно, пожежа виникла через іскру запалювання, коли водій швидкої намагався завести двигун. За лічені миті автобус згорів разом із пасажирами. Загинули і всі, хто стояв на асфальті в бензині. Коли через кілька хвилин пожежники прибули на місце події, вогонь вдалося загасити за 15 секунд, але рятувати було нікого. Температура горіння була така, що поручні в автобусі прогоріли майже до основи:

Пожежу згасили за 15 секунд. Власне, гасити було практично нічого: крім людських тіл в автобусі нічого не горіло. Але температура вогню була висока: поручні, наприклад, обгоріли практично вщент. Можете уявити, що залишилося від пасажирів. Коли вогонь згасили, перше, що кинулося в очі, стало обличчя начальника варти. Маску жаху, що застила на обличчі пожежника, я пам'ятаю дотепер. І жоден фільм жахів навіть близько не може передати картину, яка відкрилась нашим очам.
Оригінальний текст (рос.)
Пожар потушили за 15 секунд. Собственно, тушить было практически нечего: кроме человеческих тел в автобусе ничего не горело. Но температура огня была высокая: поручни, к примеру, обгорели почти до основания. Можете представить, что осталось от пассажиров. Когда огонь был потушен, первым, что бросилось в глаза, стало лицо начальника караула. Маску ужаса, застывшую на лице пожарного, я помню до сих пор. И ни один фильм ужасов даже близко не может передать картину, которая открылась нашим глазам
— Олег Гавдурович. «Огни большого города» // «БелГазета» 20.10.2003
Загинули 23 людини (включно з водієм автобуса). Врятувалися 9 пасажирів, які встигли вискочити з автобуса, коли водій відкрив усі двері. Міліція та лікарі відмовилися передавати останки загиблих для транспортування в морг, це довелося зробити пожежникам.
Траур у зв'язку з трагедією не оголошувався, влада замовчувала трагедію. З-за кордону інформацію про трагедію надала, зокрема, радіостанція «Голос Америки».

## Наслідки
Винними в трагедії визнали водіїв бензовоза та «Москвича», яких засудили до 12 та 5 років позбавлення волі відповідно. Через півтора року після звільнення водій бензовоза загинув.
Витрати на організацію похорону загиблих взяла на себе держава. Тим, хто залишився живим і потребував поліпшення житлових умов, виділяли квартири і платили по три тисячі карбованців.
Щоб уникнути подібних аварій, міська влада вирішила обмежити рух бензовозів у Мінську та закрити низку АЗС, розташованих у безпосередній близькості від житлового сектору.